# Michael Blackwood
Pour les articles homonymes, voir Blackwood.
Michael Blackwood, né le 29 août 1976 dans la paroisse de Clarendon, est un athlète jamaïcain, spécialiste du 400 mètres. Il mesure 1,90 m pour 79 kg.

## Biographie

### Palmarès
| Date | Compétition                    | Lieu       | Résultat | Épreuve   |
| ---- | ------------------------------ | ---------- | -------- | --------- |
| 1998 | Goodwill Games                 | Uniondale  | 3e       | 4 × 400 m |
| 2000 | Jeux olympiques                | Sydney     | 2e       | 4 × 400 m |
| 2001 | Championnats du monde en salle | Lisbonne   | 3e       | 4 × 400 m |
| 2001 | Championnats du monde          | Edmonton   | 2e       | 4 × 400 m |
| 2001 | Goodwill Games                 | Brisbane   | 2e       | 4 × 400 m |
| 2002 | Jeux du Commonwealth           | Manchester | 1er      | 400 m     |
| 2002 | Coupe du monde des nations     | Madrid     | 1er      | 400 m     |
| 2002 | Coupe du monde des nations     | Madrid     | 1er      | 4 × 400 m |
| 2002 | Finale du Grand Prix           | Paris      | 1er      | 400 m     |
| 2003 | Championnats du monde en salle | Birmingham | 1er      | 4 × 400 m |
| 2003 | Championnats du monde          | Paris      | 3e       | 400 m     |
| 2003 | Championnats du monde          | Paris      | 2e       | 4 × 400 m |
| 2003 | Finale mondiale de l'IAAF      | Monaco     | 2e       | 400 m     |
| 2004 | Jeux olympiques                | Athènes    | 8e       | 400 m     |
| 2004 | Finale mondiale de l'IAAF      | Monaco     | 1er      | 400 m     |
| 2005 | Championnats du monde          | Helsinki   | 3e       | 4 × 400 m |
| 2006 | Coupe du monde des nations     | Athènes    | 2e       | 4 × 400 m |
| 2008 | Championnats du monde en salle | Valence    | 2e       | 4 × 400 m |
| 2008 | Jeux olympiques                | Pékin      | 8e       | 4 × 400 m |

### Records
| Épreuve | Performance | Lieu    | Date   |                   |
| ------- | ----------- | ------- | ------ | ----------------- |
| 400 m   | Plein air   | 44 s 60 | Madrid | 20 septembre 2002 |
| 400 m   | Salle       | 46 s 48 | Norman | 4 mars 2000       |